# Neymar
Neymar, właśc. Neymar da Silva Santos Júnior (ur. 5 lutego 1992 w Mogi das Cruzes) – brazylijski piłkarz, występujący na pozycji napastnika w brazylijskim klubie Santos FC oraz w reprezentacji Brazylii.
Karierę seniorską rozpoczął w Santosie FC, w którym zadebiutował w 2009. W ciągu pięcioletniego pobytu w brazylijskim klubie dwukrotnie zdobył Campeonato Paulista, raz Copa do Brasil i Copa Libertadores. W 2013 przeniósł się do FC Barcelony, z którą zdobył potrójną koronę w sezonie 2014/2015, wygrywając Primera División, Copa del Rey i rozgrywki Ligi Mistrzów UEFA. W 2017, za rekordową kwotę222 milionów euro, został zakupiony przez Paris Saint-Germain. Z paryskim klubem cztery razy zdobywał mistrzostwo Francji, trzy razy Puchar Francji, dwa razy Puchar Ligi Francuskiej i trzy razy Superpuchar Francji, a w sezonie 2019/2020 został finalistą Ligi Mistrzów UEFA. W 2023 przeszedł do Al Hilal.
W reprezentacji Brazylii występuje od 2010, a z 128 meczami i 79 golami jest najskuteczniejszym piłkarzem reprezentacji. Srebrny medalista Igrzysk Olimpijskich 2012. W 2013 Brazylia wygrała Puchar Konfederacji, a Neymar dostał Złotą Piłkę dla mvp turnieju. Złoty medalista Igrzysk Olimpijskich 2016. Uczestnik Mistrzostw Świata 2014, 2018 i 2022. Finalista Copa América 2021, uczestnik edycji z 2011, 2015 i 2016.
Dwukrotny laureat 3. miejsca w plebiscycie Złotej Piłki w 2015 i 2017. W latach 2011 i 2012 został Południowoamerykańskim Piłkarzem Roku. Sześciokrotny zwycięzca Samba Gold (2014, 2015, 2017, 2020, 2021 i 2022).

## Kariera klubowa
Jego rodzice to Nadine Gonçalves i Neymar da Silva Santos Senior, który był piłkarzem. Ma młodszą o cztery lata siostrę.

### Santos FC
Karierę piłkarską zaczynał w Santosie. Od 2009 był podstawowym zawodnikiem pierwszej drużyny. Neymar w wieku 17 lat zadebiutował w meczu przeciwko Oeste 7 marca 2009 roku – Santos wygrał 2:1, kolejny mecz zagrał przeciwko Mogi Mirim tydzień później, podczas którego zdobył swoją pierwszą bramkę w pierwszej drużynie. Został uznany za najbardziej utalentowanego piłkarza z Ameryki Południowej. W półfinale Campeonato Paulista 2009 w pierwszym meczu przeciwko SE Palmeiras na Estádio Vila Belmiro zdobył gola na wagę zwycięstwa. W finale jednak Santos przegrał z Corinthians São Paulo 4:2 w dwumeczu.
Występami w Santosie został porównywany do jego idoli takich jak Robinho czy Pelé. Swoimi umiejętnościami przyciągnął uwagę takich europejskich klubów, jak Manchester United, Real Madryt, FC Barcelona oraz Chelsea.
15 kwietnia 2010 zdobył 5 bramek przeciwko Guarani FC w wygranym meczu przez jego drużynę 8:1 w Copa do Brasil. Neymar wraz z Santosem wygrał mistrzostwa stanu São Paulo w 2010, gdzie strzelił 14 bramek w 19 meczach i otrzymał nagrodę dla najlepszego gracza.
Po końcowym gwizdku meczu Ceará – Santos Neymar wdał się w sprzeczkę z obrońcą Ceary João Marcosem. Chwilę później do akcji wkroczyła policja, wtedy też odpychający Neymara kolega z drużyny Marquinhos został uderzony gumową pałką przez jednego z policjantów.
15 września 2010 w meczu przeciwko Atlético Goianiense (wygranym 4:2) trener Santosu Dorival Júnior nie pozwolił Neymarowi egzekwować rzutu karnego (zawodnik nie wykorzystał w sezonie już kilku), który został podyktowany po faulu na nim. Neymar głośno wyraził wtedy swoje niezadowolenie z decyzji trenera, a telewizyjne kamery zarejestrowały jego niestosowne zachowanie. Neymar później przeprosił, ale szkoleniowiec chciał go zawiesić na 15 dni. Gwiazdor Santosu nie zagrał w następnej kolejce z Guarani FC, a zarząd klubu zażyczył sobie, by przywrócić go do składu na mecz z Corinthians. Júnior początkowo się zgodził, ale później zmienił zdanie i został zwolniony. Następny trener Santosu Marcelo Martelote przywrócił Neymara do składu.
5 lutego 2012, w dniu 20. urodzin w meczu z Palmeiras strzelił swojego 100. gola w seniorskiej karierze. 26 maja 2013 rozegrał ostatni mecz w barwach Santosu.

### FC Barcelona

#### Transfer
26 maja 2013 Neymar ogłosił, że od nowego sezonu będzie zawodnikiem FC Barcelony. Brazylijczyk podpisał kontrakt na 5 lat. Na konto jego byłego klubu – Santosu ma wpłynąć 55% kwoty transferowej. Resztę otrzymała firma DIS (40%) i TEISA (5%), które były współwłaścicielami karty zawodniczej piłkarza. Podczas konferencji prasowej (24 stycznia 2014) ujawniono, że całkowita kwota transferu wyniosła 86,2 miliona euro.

#### Sezon 2013/2014

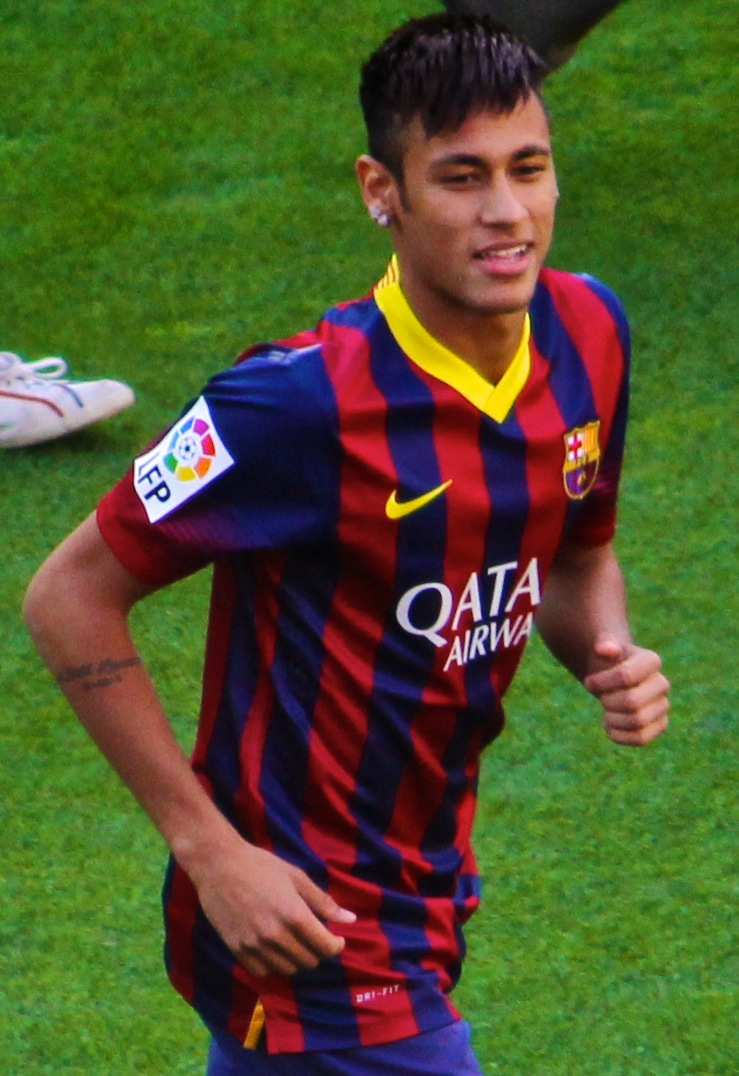
Neymar podczas prezentacji w FC Barcelonie (2013)

Zadebiutował 30 lipca 2013 na PGE Arenie w Gdańsku w towarzyskim meczu z Lechią Gdańsk, zmieniając w 79. minucie Alexisa. 18 sierpnia 2013 w wygranym 7:0 meczu z Levante zadebiutował w Primera División. Swoją pierwszą bramkę strzelił 21 sierpnia 2013 w zremisowanym meczu o Superpuchar Hiszpanii, w którym jego drużyna zmierzyła się na wyjeździe z Atlético Madryt. Barcelona przegrywała po golu Davida Villi, lecz w 58. minucie spotkania Neymar doprowadził do wyrównania. Ta bramka dała Barcelonie zwycięstwo w dwumeczu (na Camp Nou padł remis 0:0). 18 września 2013 zadebiutował w Lidze Mistrzów UEFA w barwach FC Barcelony, w wygranym meczu przeciwko AFC Ajax (4:0), w którym zaliczył asystę przy trafieniu Gerarda Piqué. 24 września 2013 w meczu z Realem Sociedad (1:4) strzelił swoją pierwszą ligową bramkę. 26 października wystąpił w El Clásico (meczu FC Barcelony z Realem Madryt). Jego drużyna wygrała 2:1, a Neymar strzelił gola i zanotował asystę przy trafieniu Alexisa Sáncheza. 11 grudnia 2013 w meczu fazy grupowej Ligi Mistrzów z Celticem (6:1) zdobył swoje trzy pierwsze bramki w rozgrywkach. 3 dni później zanotował swój pierwszy dublet w lidze w meczu 16. kolejki z Villarealem (2:1). 26 marca 2014 w meczu 30. kolejki z Celtą Vigo drugi raz skompletował dwie bramki, a jego zespół wygrał 3:0.
W sezonie 2013/2014 rozegrał 41 meczów, w których strzelił 15 goli i zanotował 15 asyst.

#### Sezon 2014/2015

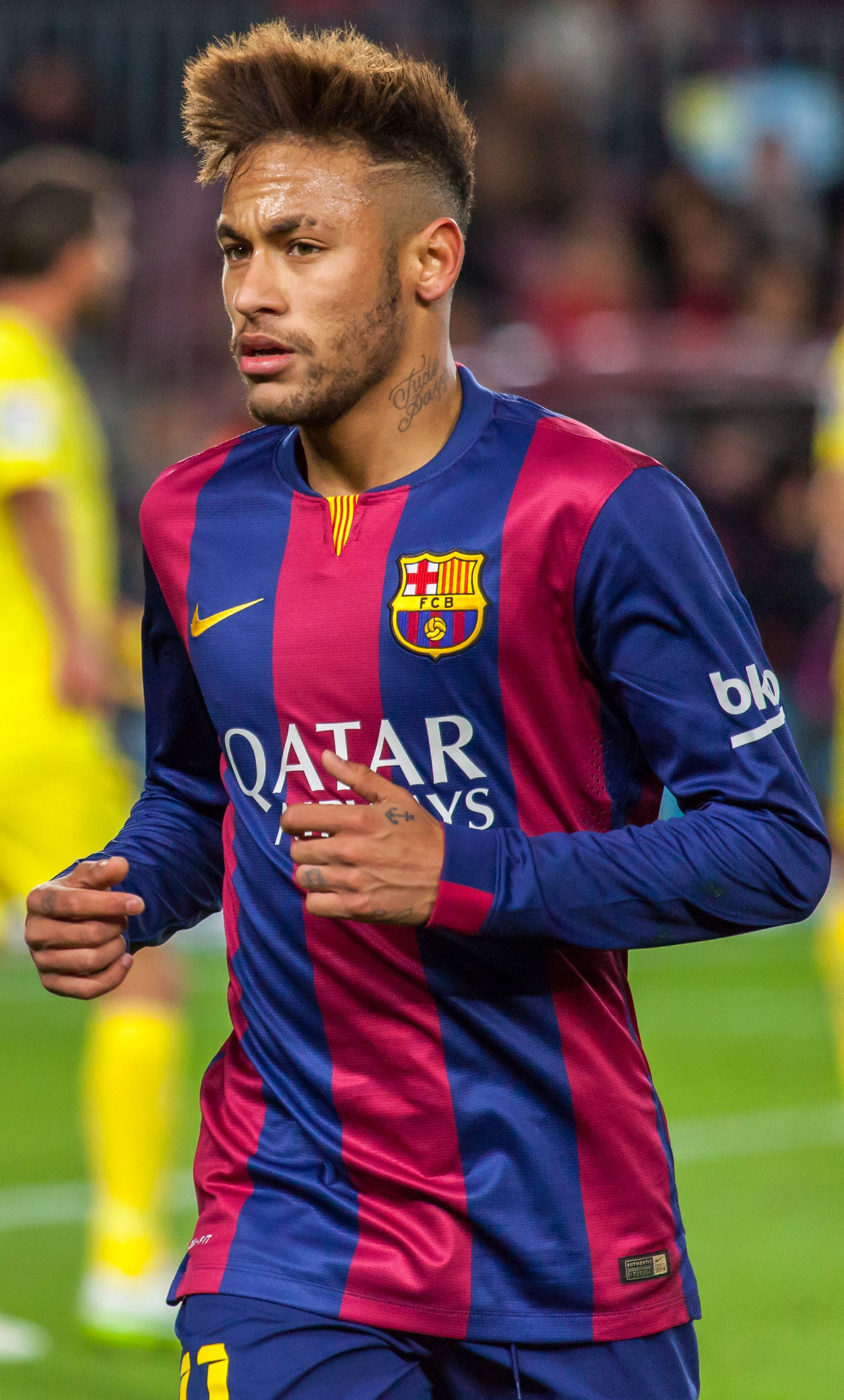
Neymar podczas meczu Primera División (2015/2016) z Villarealem

13 września 2014, w meczu 3. kolejki La Liga przeciwko Athletic Bilbao (2:0), Neymar strzelił swoje pierwsze dwie bramki w sezonie 2014/2015. 27 września strzelił hat-tricka w spotkaniu przeciwko Granadzie, zakończonym wygraną 6:0. 25 października strzelił jedyną bramkę dla Dumy Katalonii w przegranym 1:3 spotkaniu z Realem Madryt. 8 stycznia 2015 w meczu 1/8 finału Pucharu Króla z Elche CF strzelił dwa gole i zaliczył asystę, a Barcelona wygrała to spotkanie 5:0. 24 stycznia zanotował dublet goli i asyst w meczu 20. kolejki Primera División przeciwko Elche CF (6:0). Cztery dni później, w meczu ćwierćfinałowym Copa del Rey przeciwko Atlético Madryt (3:2) strzelił dwa gole. W meczu półfinału tychże rozgrywek, który został rozegrany 4 marca 2015 przeciwko Villareal, Neymar strzelił dwie bramki, a jego zespół wygrał 3:1.
21 kwietnia 2015 Neymar strzelił swoją 30. bramkę w sezonie, trafiając dwukrotnie w meczu ćwierćfinału Ligi Mistrzów UEFA z Paris Saint-Germain. 30 maja zdobył bramkę w finale Pucharu Króla z Athletic Bilbao (3:1). Z łącznie 7 golami został królem strzelców edycji 2014/2015 Copa del Rey. 6 czerwca wyszedł w podstawowym składzie na finał Ligi Mistrzów UEFA przeciwko włoskiej drużynie Juventusu. Mecz zakończył się zwycięstwem Dumy Katalonii 3:1, a Brazylijczyk strzelił trzeciego gola dla Barçy. Z 10 trafieniami został królem strzelców edycji 2014/2015 ex aequo z Lionelem Messim i Cristiano Ronaldo.
Łącznie w sezonie 2014/2015 zdobył 39 goli oraz zaliczył 10 asyst w 51 meczach.

#### Sezon 2015/2016
Pierwszy mecz sezonu 2015/2016 rozegrał 29 sierpnia, a Barcelona pokonała Málagę 1:0. W następnym spotkaniu, rozegranym 12 września przeciwko Atlético Madryt w Primera División (2:1), strzelił pierwszą bramkę w sezonie. 17 października 2015 w meczu 8. kolejki z Rayo Vallecano (5:2), Neymar strzelił cztery gole i zanotował asystę przy bramce Luisa Suareza. 4 listopada zdobył dwa gole przeciwko BATE Borysów (3:0) w Lidze Mistrzów UEFA. 8 listopada ponownie zdobył dublet – tym razem w starciu ligowym z Villarealem (3:0). 21 listopada zdobył gola i zanotował asystę w meczu z Realem Madryt, który Barcelona wygrała 4:0. 28 listopada kontynuował passę trzech ligowych spotkań z golem zdobywając dwie bramki w meczu z Realem Sociedad (4:0). 20 grudnia wystąpił w finale Klubowych Mistrzostw Świata przeciwko River Plate (3:0), w którym dwukrotnie zanotował asystę.
6 stycznia 2016 został laureatem 3. miejsca w plebiscycie Złotej Piłki, ustępując Lionelowi Messiemu oraz Cristiano Ronaldo. 12 marca 2016 strzelił dwa gole przeciwko Getafe (6:0) w ramach 29. kolejki La Ligi. 22 maja 2016 strzelił gola w finale Pucharu Króla z Sevillą, który ostatecznie zakończył się zwycięstwem Dumy Katalonii 2:0.
Ogólnie w sezonie 2015/2016 wystąpił w 49 meczach, strzelając 31 goli i notując 25 asyst.

#### Sezon 2016/2017
1 lipca 2016, FC Barcelona poinformowała o przedłużeniu kontraktu z Brazylijczykiem do 2021. Klauzula odstępnego miała wynosić w pierwszym roku 200 mln euro, rok później 222 mln, a następnie 250 mln euro.
Sezon rozpoczął od zanotowania asysty w przegranym 1:2 meczu 2. kolejki La Liga z Deportivo Alavés. 13 września 2016 w meczu fazy grupowej Ligi Mistrzów UEFA z Celticem (7:0) zdobył gola i zanotował 4 asysty. 24 września w meczu ligowym przeciwko Sportingowi Gijón strzelił dwa gole, a jego zespół wygrał spotkanie 5:0. 14 lutego 2017 r. wystąpił w przegranym 4:0 meczu 1/8 finału Ligi Mistrzów z Paris Saint-Germain. 8 marca w meczu rewanżowym z PSG zdobył dwa gole oraz zanotował dwie asysty i tym samym pomógł swojemu zespołowi wygrać spotkanie 6:1; Neymara wybrano mvp spotkania, a później FC Barcelona uznała mecz za swój najlepszy w historii. 2 kwietnia 2017 w wygranym meczu 29. kolejki Primera División z Granadą (4:1), zdobył swojego 100. gola w 177. występie dla Barcelony. 14 maja w meczu 37. kolejki ligi hiszpańskiej przeciwko UD Las Palmas (4:1) zanotował hat-tricka. 27 maja w wygranym 3:1 finale Pucharu Króla z Deportivo Alavés strzelił swoją ostatnią, 105. bramkę dla FC Barcelony w 186. występie.
Łącznie w sezonie 2016/2017 rozegrał 45 meczów, w których strzelił 20 bramek i zanotował 26 asyst.

### Paris Saint-Germain
3 sierpnia 2017 podpisał pięcioletni kontrakt z francuskim klubem Paris Saint-Germain. Kwota transferu wynosiła 222 miliony euro i była najwyższa w historii futbolu. Paryżanie wiązali z nim duże nadzieje w kwestii zdominowania rozgrywek europejskich. To on miał poprowadzić klub z Paryża do pierwszego w historii triumfu w Lidze Mistrzów. W swoim pierwszym sezonie wygrał mistrzostwo Francji, Puchar Francji i Puchar ligi Francuskiej. Wystąpił wtedy w 30 spotkaniach i zdobył 28 bramek we wszystkich rozgrywkach.

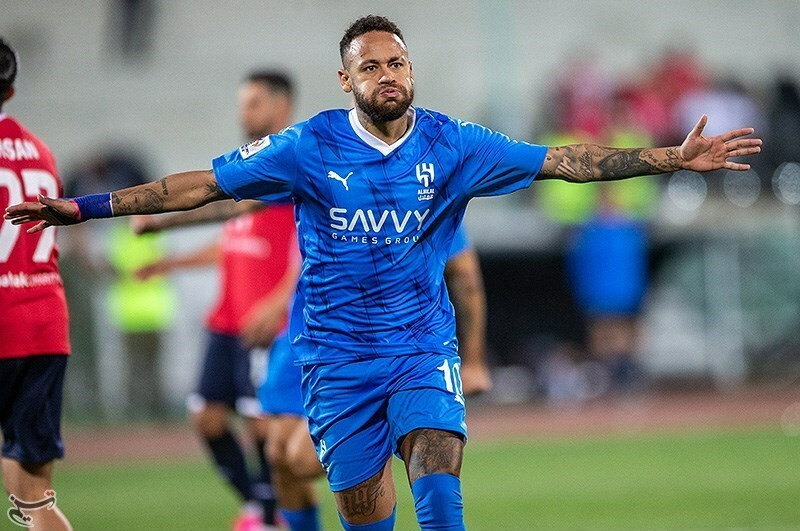
Neymar celebrujący pierwszą bramkę dla Al Hilal (2023)

21 maja 2022 w meczu z FC Metz (5:0) strzelił swoją 100. bramkę dla Paris Saint-Germain, tym samym zostając trzecim piłkarzem w historii (po Romário i Cristiano Ronaldo), który zdobył 100 bramek dla trzech różnych klubów.

### Al-Hilal
15 sierpnia 2023 Al-Hilal poinformowało o transferze Neymara, który związał się z saudyjskim klubem dwuletnim kontraktem. Kwota transferu miała wynieść 90 milionów euro, a według mediów rocznie będzie inkasować 150 milionów euro. W nowym klubie zadebiutował 15 września w wygranym 6:1 meczu z Al-Riyadh, w którym zanotował asystę przy golu Malcoma. Pierwszą bramkę strzelił 3 października w meczu Azjatyckiej Ligi Mistrzów przeciwko Nassaji Mazandaran (3:0). W styczniu 2025 kontrakt rozwiązano.

### Powrót do Santos
30 stycznia 2025 Neymar ogłosił za pośrednictwem mediów społecznościowych, że zamierza podpisać kontrakt ze swoim macierzystym klubem Santosem. Następnego dnia Santos potwierdził jego powrót.

## Kariera reprezentacyjna
Do reprezentacji młodzieżowej po raz pierwszy został powołany przez trenera Lucho na MŚ U-17 w 2009. W debiucie strzelił gola, ale Brazylia odpadła w fazie grupowej. Po dobrym występie na tej imprezie, Pelé i Romário zasugerowali selekcjonerowi Dundze, by wziął Neymara na Mistrzostwa Świata do RPA. Ten jednak umieścił go tylko na liście rezerwowej. Kierowca Formuły 1 Felipe Massa publicznie skrytykował to posunięcie mówiąc: 

Musisz mieć najlepszych zawodników na mistrzostwa świata, a Dunga tego nie robi.

Dunga odparł, że zarówno Neymar i jak jego kolega z klubu Ganso są: 

Niezwykle utalentowani, ale nie zostali jeszcze dostatecznie sprawdzeni na poziomie międzynarodowym.

Brazylia zakończyła turniej na ćwierćfinale, ulegając 2:1 Holandii. Po turnieju Dunga podał się do dymisji, a brazylijski związek piłkarski ją przyjęła. 26 lipca 2010 nowy selekcjoner Mano Menezes powołał Neymara na towarzyski mecz „Canarinhos” z USA. Neymar otworzył wynik spotkania, strzelając w 29. minucie gola głową po dośrodkowaniu André Santosa. Brazylia wygrała 2:0. W swoim drugim meczu kadry Neymar zagrał od początku z Argentyną w Dosze. Zszedł z boiska w 76. minucie, a Brazylia przegrała 1:0. Trzecim występem Neymara w Seleção było towarzyskie spotkanie ze Szkocją, w którym zdobył 2 bramki (tę drugą z rzutu karnego). W 2013 został powołany przez Luiza Felipe Scolariego na Puchar Konfederacji. Neymar otrzymał złotą piłkę oraz zdobył 4 gole, a Brazylia zwyciężyła w finale Hiszpanię 3:0, zdobywając puchar. W ćwierćfinale mistrzostw świata 2014 – po faulu Juana Zúñigi – Neymar doznał kontuzji – pęknięcia trzeciego kręgu lędźwiowego. 18 czerwca 2015, tuż po końcowym gwizdku sędziego w meczu Brazylia – Kolumbia, Neymar otrzymał czerwoną kartkę za uderzenie głową Jeisona Murillo.

## Życie prywatne
Neymar ma syna Daviego Luccę oraz trzy córki Mavie, Helene i Mel. Jest członkiem chrześcijańskiego Kościoła zielonoświątkowego „Igreja Batista Peniel”, dla którego płaci dziesięcinę i często w wywiadach telewizyjnych mówi o Bogu.

## Statystyki

### Klubowe
(aktualne na 19 lutego 2023)
| Klub                | Sezon              | Liga  | Liga   | Puchar kraju | Puchar kraju | Puchar Ligi Francuskiej | Puchar Ligi Francuskiej | Kontynentalne | Kontynentalne | Inne  | Inne   | Suma  | Suma   |
| Klub                | Sezon              | Mecze | Bramki | Mecze        | Bramki       | Mecze                   | Bramki                  | Mecze         | Bramki        | Mecze | Bramki | Mecze | Bramki |
| ------------------- | ------------------ | ----- | ------ | ------------ | ------------ | ----------------------- | ----------------------- | ------------- | ------------- | ----- | ------ | ----- | ------ |
| Santos FC           | 2009               | 32    | 10     | 3            | 1            | –                       | –                       | –             | –             | 11    | 3      | 46    | 14     |
| Santos FC           | 2010               | 31    | 17     | 8            | 11           | –                       | –                       | 2             | 0             | 19    | 14     | 60    | 42     |
| Santos FC           | 2011               | 21    | 13     | –            | –            | –                       | –                       | 13            | 6             | 13    | 5      | 47    | 24     |
| Santos FC           | 2012               | 17    | 14     | –            | –            | –                       | –                       | 14            | 9             | 16    | 20     | 47    | 43     |
| Santos FC           | 2013               | 1     | 0      | 4            | 1            | –                       | –                       | –             | –             | 18    | 12     | 23    | 13     |
| Santos FC           | Łącznie            | 102   | 54     | 15           | 13           | 0                       | 0                       | 29            | 15            | 77    | 54     | 223   | 136    |
| FC Barcelona        | 2013/2014          | 26    | 9      | 3            | 1            | –                       | –                       | 10            | 4             | 2     | 1      | 41    | 15     |
| FC Barcelona        | 2014/2015          | 33    | 22     | 6            | 7            | –                       | –                       | 12            | 10            | –     | –      | 51    | 39     |
| FC Barcelona        | 2015/2016          | 34    | 24     | 5            | 4            | –                       | –                       | 9             | 3             | 1     | 0      | 49    | 31     |
| FC Barcelona        | 2016/2017          | 30    | 13     | 6            | 3            | –                       | –                       | 9             | 4             | 0     | 0      | 45    | 20     |
| FC Barcelona        | Łącznie            | 123   | 68     | 20           | 15           | 0                       | 0                       | 40            | 21            | 3     | 1      | 186   | 105    |
| Paris Saint-Germain | 2017/2018          | 20    | 19     | 1            | 2            | 2                       | 1                       | 7             | 6             | –     | –      | 30    | 28     |
| Paris Saint-Germain | 2018/2019          | 17    | 15     | 3            | 2            | 1                       | 1                       | 6             | 5             | 1     | 0      | 28    | 23     |
| Paris Saint-Germain | 2019/2020          | 15    | 13     | 2            | 2            | 3                       | 1                       | 7             | 3             | 0     | 0      | 27    | 19     |
| Paris Saint-Germain | 2020/2021          | 18    | 9      | 3            | 1            | –                       | –                       | 9             | 6             | 1     | 1      | 31    | 17     |
| Paris Saint-Germain | 2021/2022          | 22    | 13     | 0            | 0            | –                       | –                       | 6             | 0             | 0     | 0      | 28    | 13     |
| Paris Saint-Germain | 2022/2023          | 20    | 13     | 2            | 1            | –                       | –                       | 6             | 2             | 1     | 2      | 29    | 18     |
| Paris Saint-Germain | Łącznie            | 112   | 82     | 11           | 8            | 6                       | 3                       | 41            | 22            | 3     | 3      | 173   | 118    |
| Łącznie w karierze  | Łącznie w karierze | 337   | 204    | 46           | 36           | 6                       | 3                       | 110           | 58            | 83    | 58     | 582   | 359    |

### Reprezentacyjne
(aktualne na 21 października 2024)
| Reprezentacja | Rok     | Mecze | Bramki |
| ------------- | ------- | ----- | ------ |
| Brazylia      | 2010    | 2     | 1      |
| Brazylia      | 2011    | 13    | 7      |
| Brazylia      | 2012    | 12    | 9      |
| Brazylia      | 2013    | 19    | 10     |
| Brazylia      | 2014    | 14    | 15     |
| Brazylia      | 2015    | 9     | 4      |
| Brazylia      | 2016    | 6     | 4      |
| Brazylia      | 2017    | 8     | 3      |
| Brazylia      | 2018    | 13    | 7      |
| Brazylia      | 2019    | 5     | 1      |
| Brazylia      | 2020    | 2     | 3      |
| Brazylia      | 2021    | 13    | 6      |
| Brazylia      | 2022    | 8     | 7      |
| Brazylia      | 2023    | 4     | 2      |
| Ogólnie       | Ogólnie | 128   | 79     |

## Sukcesy

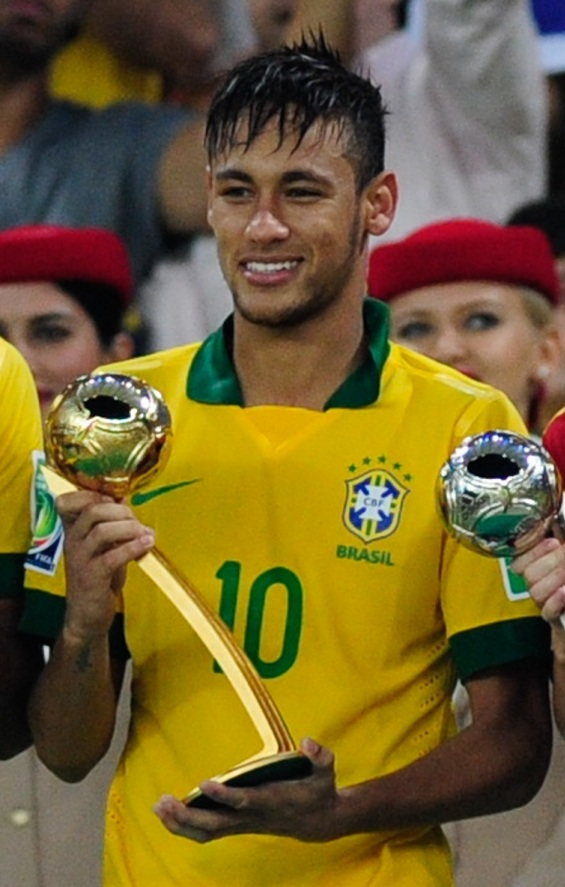
Neymar trzymający Złotą Piłkę dla najlepszego zawodnika Pucharu Konfederacji.

### Santos FC
- Mistrzostwo stanu São Paulo: 2010, 2011, 2012
- Puchar Brazylii: 2010
- Copa Libertadores: 2011
- Recopa Sudamericana: 2012

### FC Barcelona
- Mistrzostwo Hiszpanii: 2014/2015, 2015/2016
- Puchar Króla: 2014/2015, 2015/2016, 2016/2017
- Superpuchar Hiszpanii: 2013
- Liga Mistrzów UEFA: 2014/2015
- Klubowe mistrzostwo świata: 2015

### Paris Saint-Germain
- Mistrzostwo Francji: 2017/2018, 2018/2019, 2019/2020, 2021/2022, 2022/2023
- Puchar Francji: 2017/2018, 2019/2020, 2020/2021
- Puchar Ligi Francuskiej: 2017/2018, 2019/2020
- Superpuchar Francji: 2018, 2020, 2022, 2023

### Reprezentacyjne
- Copa América (2. miejsce): 2021
- Igrzyska olimpijskie: Złoto (2016), Srebro (2012)
- Puchar Konfederacji: 2013
- Mistrzostwo Ameryki Południowej U-20: 2011

### Indywidualne
- Król strzelców Pucharu Króla: 2014/2015 (7 goli)
- Król strzelców Ligi Mistrzów UEFA: 2014/2015 (10 goli)[90]
- Król asyst Ligi Mistrzów UEFA: 2015/2016, 2016/2017
- Król strzelców Copa Libertadores: 2012[91]
- Król asyst Copa Libertadores: 2012
- Król strzelców Campeonato Paulista: 2012
- Król strzelców Pucharu Brazylii: 2010
- Król strzelców Mistrzostw Ameryki Południowej U-20: 2011
- Król asyst Klubowych Mistrzostw Świata: 2015

### Wyróżnienia
- Złota Piłka dla najlepszego zawodnika Pucharu Konfederacji 2013
- Brązowa piłka Klubowych mistrzostw świata: 2011
- Brązowy But dla trzeciego najlepszego strzelca Pucharu Konfederacji 2013
- Najlepszy zawodnik mistrzostw stanu São Paulo: 2010, 2011, 2012
- Najlepszy zawodnik ligi brazylijskiej: 2011
- Najlepszy piłkarz w Brazylii: 2011
- Najlepszy piłkarz Ligue 1 UNFP: 2018
- Południowoamerykański Piłkarz Roku: 2011, 2012
- Najlepszy zawodnik Copa Libertadores: 2011
- Najlepszy młody piłkarz roku (World Soccer): 2011
- Nagroda Puskása: 2011[92] (najpiękniejsza bramka 2011 roku)
- Jedenastka Roku według L’Équipe: 2014
- Samba Gold: 2014, 2015, 2017, 2020, 2021, 2022[9]
- Najlepszy zawodnik z kontynentu amerykańskiego według LFP: 2015
- 3. miejsce w plebiscycie Złotej Piłki FIFA: 2015, 2017
- 3. miejsce w plebiscycie The Guardian na najlepszego piłkarza świata: 2015
- Drużyna Marzeń Pucharu Konfederacji: 2013
- Drużyna Marzeń Mistrzostw świata: 2014
- Drużyna Turnieju Copa América: 2021
- Drużyna Roku UEFA: 2015, 2020
- Drużyna Roku FIFPro: 2015, 2017
- Drużyna Roku IFFHS: 2017
- Drużyna Roku Campeonato Brasileiro Série A: 2010, 2011, 2012
- Drużyna Sezonu Ligi Mistrzów UEFA: 2014/2015, 2019/2020, 2020/2021
- Drużyna Sezonu Ligue 1 UNFP: 2017/2018, 2018/2019, 2020/2021
- Piłkarz miesiąca Primera División: Listopad 2015
- Piłkarz miesiąca Ligue 1 UNFP: Styczeń 2020, Sierpień 2022
- Piłkarz dekady CONMEBOL według IFFHS (2. miejsce): 2011–2020
- Drużyna dekady CONMEBOL według IFFHS: 2011–2020

### Rekordy
- Najskuteczniejszy zawodnik w historii reprezentacji Brazylii: 79 goli[k]